# Clemens Unterreiner

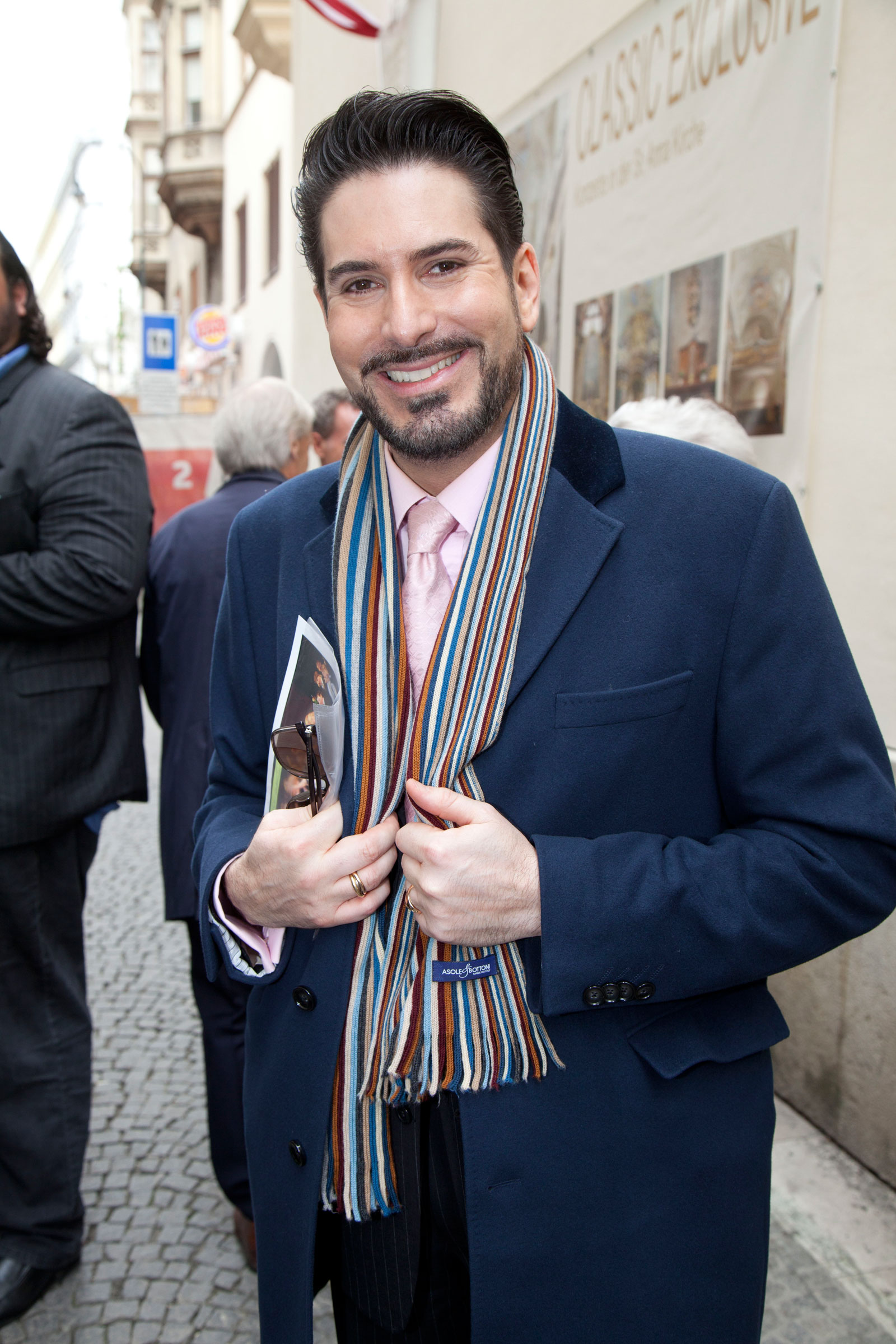
Clemens Unterreiner, 2015

Clemens Unterreiner (* 18. März 1972 in Wien) ist ein österreichischer Opernsänger (Bariton) und Kulturmanager. Er ist beruflich sowohl international tätig als auch Solist und Ensemblemitglied der Wiener Staatsoper. Er ist Intendant des Festivals Oper Burg Gars in Gars am Kamp (Niederösterreich). Sein Opernrepertoire reicht vom lyrischen Fach über deutsch-italienisch-französische Kavalier- und Heldenbaritonpartien bis zu Messen, Oratorien und klassischem Lied und beinhaltet auch Operette und moderne Musik. 2023 wurde er zum österreichischen Kammersänger ernannt.

## Leben
Clemens Unterreiner wuchs in Wien, Graz und Budapest auf. Im Alter von fünf Jahren erblindete er für ein Jahr und konnte seine Sehkraft langsam wieder zurückgewinnen. Nach der Matura am Wiener Akademischen Gymnasium begann er ein Studium der Rechtswissenschaften an der Universität Wien.
Erste musikalische Erfahrungen hatte er während der Schulzeit als Mitglied des Chors und der Schauspielgruppe (Alt-Griechisches Theater) des Akademischen Gymnasiums. Ab 1998 nahm er Gesangsunterricht bei Hilde Rössel-Majdan und absolvierte ein privates Gesangsstudium bei Rudolf Holtenau, Artur Korn, Gottfried Hornik, Helena Lazarska und Wicus Slabbert. Seit 2005 ist er Solist und Ensemblemitglied der Wiener Staatsoper sowie freiberuflicher international tätiger Opernsänger und Gesangslehrer. Am 1. September 2023 übernahm er die Intendanz des Opernfestivals Oper Burg Gars.
Seine Schwester ist die Kunsthistorikerin Katrin Unterreiner. Er ist verheiratet und lebt in Wien.

## Karriere

### Anfänge
Clemens Unterreiner begann seine Karriere mit Auftritten bei den Wiener Festwochen, Opern-, Operetten und Kirchenkonzerten. Er unternahm Konzertreisen nach Bulgarien, Syrien, Italien, Spanien, Deutschland, USA und nach Asien. Er gastierte im Großen Saal des Wiener Musikvereins, im Wiener Konzerthaus, im Palau de la Música Catalana (Barcelona).
Im Jahr 2000 war er Stipendiat der Bayreuther Festspiele und nahm in den folgenden Jahren an Meisterkursen bei Bernd Weikl, Axelle Gall und Gottfried Hornik und Renate Holm teil. Er war Semifinalist beim 21. Internationalen Hans-Gabor-Belvedere-Gesangswettbewerb 2002 und wurde von dort an das Linzer Landestheater engagiert, wo er im Oktober 2002 sein Operndebüt in der Europapremiere von The Voyage von Philip Glass unter Maestro Dennis Russell Davies gab.
Als Gastsolist trat Unterreiner bei der Sommeroper Schärding, den Opernfestspielen Heidenheim, bei der Oper Klosterneuburg, beim Mozartfestival Hallstatt und bei den Opernfestspielen Steyr als Bartolo (Der Barbier von Sevilla), Don Giovanni, Don Fernando (Fidelio), Guglielmo (Così fan tutte), Papageno (Die Zauberflöte) und Konsul Sharpless (Madama Butterfly) auf. Weiters arbeitete er auch mit der Compagnia d’Opera Italiana di Milano zusammen, wo er in einer Produktion von Madama Butterfly an 21 Häusern in Europa als Konsul Sharpless auftrat, welche in der Folge von den Mitgliedern der Interessengemeinschaft der Städte mit Theatergastspielen INTHEGA mit dem Musiktheater-Preis der Spielzeit 2004/05 ausgezeichnet wurde.
Unterreiner gründete 2004 die Klassik Mania, einen internationalen Opern-Gesangswettbewerb für Nachwuchssänger in Wien. Seit September 2005 ist Clemens Unterreiner als Solist und festes Ensemblemitglied an der Wiener Staatsoper engagiert.
Am 22. Oktober 2008 gab er sein Wiener-Volksopern-Debüt als Konsul Sharpless in Puccinis Madama Butterfly; er war dort außerdem als Gastsolist in den Rollen des Papageno, Morales (Carmen), Sprecher (Die Zauberflöte) oder Dr. Falke (Die Fledermaus) zu hören. 2010 sang er an der Volksoper in der Premiere von Rusalka.
Im Sommer 2008 wurde er aufgrund seiner langjährigen Verbundenheit und kulturellen Tätigkeit im ansässigen Kulturverein zum „Ehren-Kammersänger“ von Hohenberg ernannt. Im Oktober 2008 gastierte er auf einer Asien-Tournee mit der Wiener Staatsopernproduktion Le nozze di Figaro u. a. in Shanghai, Seoul, Taipeh, Singapur und Hong Kong. Clemens Unterreiner war von 2009 bis 2011 Vizepräsident des Richard-Wagner-Verbandes Wien und Stipendienbeauftragter für das Bayreuth-Stipendium.

### Ab 2010
Im Dezember 2010 wurde er an die Königliche Oper (Kopenhagen) eingeladen und gastierte dort als Konsul Sharpless in Madama Butterfly. 2011 war er in den Staatsopernpremieren von (La Traviata) und (Aus einem Totenhaus) tätig und sang 2012 die Rolle des Sparbüchsenbill in der Premiere von (Aufstieg und Fall der Stadt Mahagonny). Im April 2012 hatte er einen Gast-Auftritt an der Oper Nizza in Tristan und Isolde und als Papageno in der Zauberflöte.
2012 debütierte er bei den Salzburger Festspielen in der Jubiläums-Neuproduktion Der Zauberflöte zweyter Theil. Das Labyrinth von Peter von Winter in der Rolle des Tipheus. 2013 sang er zur Eröffnung des neuen Opernhauses in Linz den Faninal in der Galavorstellung des Rosenkavalier im neuen Musiktheater Linz und feierte am 17. Mai sein Rollendebüt als Wolfram in Wagners Tannhäuser beim Richard Wagner Festival Wels. 2014 hatte er sein Rollendebüt als Telramund in Wagners Lohengrin beim Richard Wagner Festival Wels. 2015 feierte er sein Japan-Debüt als Herr von Faninal in Strauss’ Der Rosenkavalier am New National Theatre Tokyo.
2016 sang er als erster österreichischer Bariton nach 34 Jahren den Escamillo in Carmen an der Wiener Staatsoper. und debütierte als Telramund in Wagners Lohengrin am Royal Opera House Muscat. Am 12. Mai 2016 erschien seine Autobiographie Ein Bariton für alle Fälle im Amalthea Verlag.
Am 7. November 2017 erschien seine erste CD „Weihnachten mit Clemens Unterreiner“ bei Gramola.
Am 7. Juli 2018 debütierte er als Valentin in der Premiere der Oper Faust von Charles Gounod bei den Opernfestspielen Savonlinna in Finnland. Im Sommer 2018 unterrichtete er erstmals als Professor für Gesang beim „Wiener Musik Seminar“ an der Universität für Musik in Wien.
Im Februar 2019 sang er im Zuge der Nordischen Ski-WM in Seefeld / Tirol exklusiv für den König und die Königin von Schweden, König Carl Gustaf und Königin Silvia. 2019 sang er bei der Premiere von (Hoffmanns Erzählungen) alle 4 Rollen der Bösewichter. Diese Aufführung wurde im TV ORF ausgestrahlt.

### Ab 2020
Während der COVID-19-Pandemie 2020 und während des Lockdowns in Österreich engagierte er sich für diverse Initiativen für Musik, Kunst und Kultur und sang dabei auch im Zuge der Opern-, Musical- und Konzertreihe „Wir spielen für Österreich“, die während des ersten Lockdowns 2020 vom ORF gemeinsam mit Kulturinstitutionen ins Leben gerufen worden war, diverse Konzerte und Opernvorstellungen.
2022 war er Juror des österreichischen Musik-Förderpreises für Kinder und Jugendliche Die Goldene Note welche im TV ORF ausgestrahlt wurde.
Am 21. Juni 2023 wurde ihm im traditionellen Teesalon der Wiener Staatsoper der Berufstitel Österreichischer Kammersänger verliehen.
Seit 1. September 2023 ist er Intendant der Oper Burg Gars in Gars am Kamp.

## Soziales Engagement
Seit er als Kind durch eine Augenkrankheit selbst erblindet war und erst durch langwierige Behandlungen seine Behinderung überwunden werden konnte, engagiert sich Unterreiner regelmäßig für karitative Organisationen und Projekte im In- und Ausland.
Seit Dezember 2013 ist Clemens Unterreiner Präsident des Vereins Hilfstöne – Musik für Menschen in Not. Er ist weiters Konsul des Österreichischen Roten Kreuzes, Botschafter des BSVÖ, Pate des Aktionsraums Hilfswerk Österreich und unterstützt unter anderem auch die Volkshilfe Österreich, das CS Hospiz Rennweg, die Österreichische Krebshilfe, Licht ins Dunkel, den Österreichischen Kinderschutzpreis MYKI, sowie viele andere karitative Organisationen.
Im Zuge des Kulturlockdowns in der Corona-Krise engagierte sich Clemens Unterreiner mit seiner Hilfstöne-Künstlerhilfe und der Hilfstöne-Maske für Künstlerinnen und Künstler in Not. Im Mai 2022 war er in der Jury des österreichischen Musik-Förderpreises für Kinder und Jugendliche Die Goldene Note und unterstützte die Gewinnerin mit der Sendung „Stars und Talente“ im TV ORF.

## Repertoire (Auswahl)
Als Solist und festes Ensemblemitglied der Wiener Staatsoper, wirkte Unterreiner bereits in über 900 Vorstellungen mit, wo er in 90 verschiedenen Rollen zu sehen und zu hören war sowie in 24 Premieren und Wiederaufnahmen besetzt war.

### Wiener Staatsoper
- Gunther in Götterdämmerung (Richard Wagner)
- Sharpless in Madama Butterfly (Giacomo Puccini)
- Herr von Faninal in Der Rosenkavalier (Richard Strauss)
- Donner in Das Rheingold (Richard Wagner)
- Escamillo, Morales in Carmen (Georges Bizet)
- Musiklehrer, Harlekin in Ariadne auf Naxos (Richard Strauss)
- Belcore in Lˋelisir dˋamore (Gaetano Donizetti)
- Valentin in Faust (Charles Gounod)
- Paolo in Simon Boccanegra (Giuseppe Verdi)
- Geisterbote in Die Frau ohne Schatten (Richard Strauss)
- Grégorio in Roméo et Juliette (Charles Gounod)
- Kothner, Ortel in Die Meistersinger von Nürnberg (Richard Wagner)
- Marcello, Schaunard in La Bohème (Giacomo Puccini)
- Conte Almaviva, Antonio in Le nozze di Figaro (W. A. Mozart)
- Lescaut, Brétigny in Manon (Jules Massenet)
- Kurwenal, Melot in Tristan und Isolde (Richard Wagner)
- Albert, Johann in Werther (Jules Massenet)
- Chénier, Andrea (André) in Andrea Chénier (Umberto Giordano)
- Sulpice, Hortensius in La fille du régiment (Gaetano Donizetti)
- Schtschelkalov in Boris Godunow (Modest Mussorgski)
- Angelotti, Scarpia in Tosca (Giacomo Puccini)
- Germont, Barone Douphol in La traviata (Giuseppe Verdi)

### Weiteres Repertoire
- Don Giovanni, Masetto in Don Giovanni (W. A. Mozart)
- Don Fernando, Don Pizarro in Fidelio (Ludwig van Beethoven)
- Guglielmo in Così fan tutte (W. A. Mozart)
- Papageno, Sprecher in Die Zauberflöte (W. A. Mozart)
- Eisenstein, Dr. Falke in Die Fledermaus (Johann Strauss)
- Der Heger in Rusalka (Antonín Dvořák)
- Sparbüchsenbill in Aufstieg und Fall der Stadt Mahagonny (Kurt Weill)
- Tipheus in Der Zauberflöte zweyter Theil. Das Labyrinth (Peter von Winter)
- Wolfram in Tannhäuser (Richard Wagner)
- Telramund, Heerrufer in Lohengrin (Richard Wagner)
- Verschinin in Tri Sestri (Péter Eötvös)
- Vater in Hänsel und Gretel (Engelbert Humperdinck)
- Tonio, Silvio in Bajazzo / Pagliacci (Ruggero Leoncavallo)
- Mandarin in Turandot (Giacomo Puccini)

## Diskografie
- Weihnachten mit Clemens Unterreiner

## Filmografie
- Das Städtchen Drumherum (Elisabeth Naske)
- Werther (Jules Massenet)
- Der Zauberflöte zweyter Theil. Das Labyrinth (Peter von Winter)
- Die Meistersinger von Nürnberg (Richard Wagner). Film von Tiziano Mancini, 2009, als Hermann Ortel.
- La fille du régiment (Gaetano Donizetti)
- Moses und Aron (Arnold Schönberg)
- Capriccio (Richard Strauss)
- La fanciulla del West (Giacomo Puccini)
- Arabella (Richard Strauss)

## Auszeichnungen
- Die HILMA 2015 des Wiener Hilfswerks für sein soziales, karitatives Engagement[28]
- Die silberne Ehrennadel des Blinden- und Sehbehindertenverband Österreich für sein soziales, karitatives Engagement als Botschafter des BSVÖ[29]
- Ehrenmitglied des Ballettclub der Wiener Staatsoper & Volksoper[30]
- Konsul des Wiener Roten Kreuzes[19]
- Die goldene TARA in der Kategorie „Karitatives Engagement“[31]
- ASTORIA Botschafter 2018–2019[32]
- Berufstitel Österreichischer Kammersänger (2023)[16]
- Ehrenmitgliedschaft des Wiener Hilfswerks für sein karitatives Engagement (2025)[33]